# 日本海军历史

## 古代的日本海军

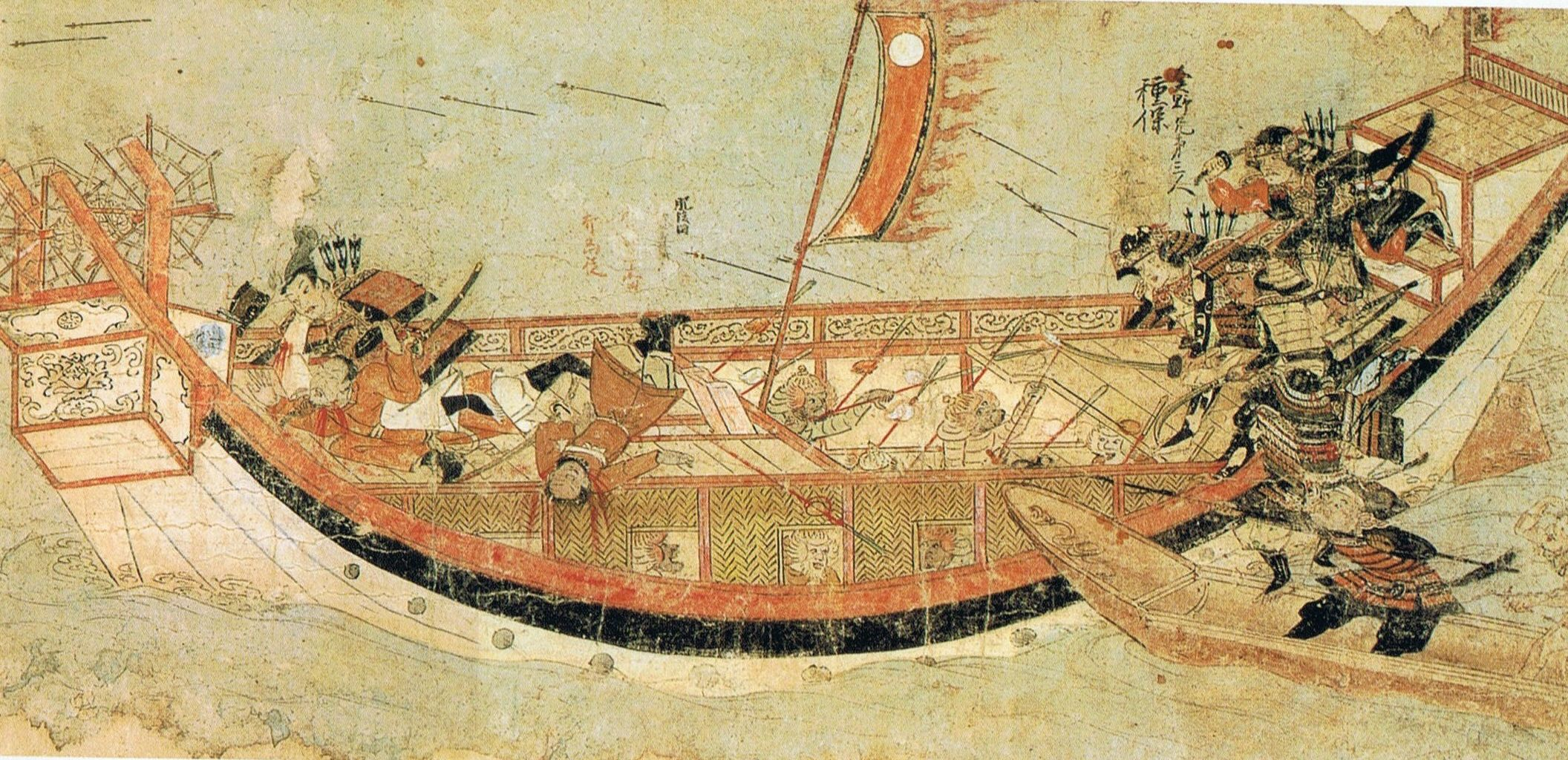
1281年日本军进攻元军水师，据《蒙古襲来絵詞》

至少从3世纪的古坟时代开始日本就已经开始与亚洲大陆有海军交往。从此时开始有历史记载日本使用船只在日本与朝鲜半岛之间运输士兵。
历史上第一次记载的大的日本海军作战是唐显庆五年（公元663年）唐倭白江口之战。倭军几乎全军覆没，战船被焚400余艘。1281年元世祖派遣水师远征日本。日本当时还没有可以元相比的海军，大多数战役是在陆上发生的，但一些步兵乘小的滨海船只攻击元军的一些船只。
此后数世纪中，中国沿海受到日本倭寇的骚扰。约1350年，300至500条船携带上百骑兵和上千步兵对中国沿海进行袭击。

### 战国时期（15至16世纪）

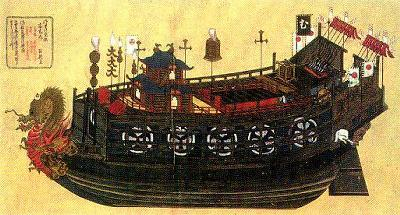
16世纪时的日本安宅船

16世纪的战国时期末日本开始加强海军建设，强力的大名和海贼建立了由上百条船组成的沿海舰队。1555年，为了争夺濑户内海上霸权，大内氏武将陶晴贤率领的大内水军与毛利氏及三岛海贼村上氏在严岛爆发海战。这一时期日本战船中最大的一种是淡路国洲本海贼安宅氏及大名三好氏建造的安宅船。当时在日本也出现了一种铁甲船。控制近畿的大名織田信長命令纪伊熊野的海贼九鬼嘉隆在1576年建造了六条覆有铁甲的大安宅船。这些铁甲船装备有多门大炮和大口径火枪来击败敌人没有铁甲的舰只。1578年织田家水军在第二次木津川海战中击败了宿敌毛利元就控制的村上武吉水军。这些铁甲船更像浮在水面上的堡垒，而不像战舰，它们只能在海岸附近航行。

### 入侵朝鲜（1592年至1598年）
1592年和1598年在壬辰衛國戰爭中日本出动16万人入侵朝鲜，虽然日本在陆上获得了一些胜利，但其海军被李舜臣指挥的朝鲜龟船击溃。由于日本无法保证其陆上军队的供给，入侵最后失败。直到300年后东乡平八郎大将还将鳴梁大捷中的李舜臣称为他的老师。

### 入侵琉球（1609年）
1609年萨摩大名島津忠恒率领13条船，2500人入侵琉球王国。

### 海上贸易（16至17世纪）
17世纪日本建造了日本第一艘可以远洋航行的帆船。1614年德川幕府批准仙台藩大名伊达政宗建造了一条排水500吨的帆船伊達丸，这条帆船载仙台藩藩士支仓常长赴北美洲新西班牙（墨西哥）阿卡普尔科港，此后继续驶往欧洲，称为庆长访欧使团。
从1604年开始幕府还建造了约350条朱印船赴东南亚进行贸易。1606年旅居东南亚的日本人协助葡萄牙人抵御荷兰对马六甲的进攻。日本商人山田長政带领数艘武装船在泰国起了一定的军事作用。英国冒险家三浦按針（其日语名）参加了朱印船的贸易活动并评论说：“这个国家的人是非常顽强的海员。”

### 出兵海外的计划（17世纪中期）
德川幕府曾经打算入侵西属吕宋来抵挡西班牙对日本国内基督教徒的支持。1637年11月驻日本的荷兰东印度公司代表写到了这个计划。此计划打算出动一万兵力，荷兰人则提供四艘战舰和两艘帆船来保护日本的帆船。1637年12月岛原之乱使这次远征破产。
中国明代灭亡、清兵入关后，日本、朝鲜、安南等国曾拒绝承认清帝的正统性。日本德川幕府一度计划派兵参加反清复明运动。

### 锁国时期（1638年至约1840年）
岛原之乱后约200年里日本施行锁国政策，禁止日本人与西方往来以杜绝基督教。造可以远航的船要被处死。
除中国、朝鲜的船只外，只有在长崎出岛还有一个荷兰代表团有对日本贸易的权利。研究荷兰人传入的技术的学问被称为兰学。

## 现代化：幕末时期（1840年至1868年）
由于越来越多的西方船只来到日本沿海，由于与中国的贸易的加强和由于捕鲸的发展从1840年代日本幕末时期日本对西方造船技术的研究又开始加强。1846年美国詹姆斯·比得尔中校来到东京湾要求日本开国，但被逐。

### 西式帆船
1852年荷兰警告幕府美国人马休·佩里赴日本的计划，幕府为了防止再次被入侵开始建造一支西式帆船战舰舰队，其中包括凤凰丸、升平丸等，并建立海岸防御系统。一开始的这些船是使用荷兰帆船手册并在少数从西方回到日本的人如中浜万次郎的指挥下建造的。
1853年和1854年美国海军的佩里中校带领一支先进的西方轮船在日本沿海展示了先进海军的力量。佩里的船上装有当时法国设计的大炮，使用爆炸性弹头。1854年他通过日美友好条约打开了日本国门。在1858年的不平等条约日美友好通商条约中美国取得了在日本建立租借地、外国人在日本享受额外疆域和对外国货物只抽取极少的进口税等特权。

### 现代海军的诞生（1855年）
日本开国后德川幕府立刻开始加强吸收西方海军技术。1855年在荷兰帮助下幕府购买了第一艘蒸汽战舰观光丸，这艘船被用来做训练新军，由此建立了长崎海军训习所。1857年日本购买了第一艘螺旋桨驱动的蒸气战舰咸临丸。同时日本遣送海军学生去西方海军学校，在这些学生中包括榎本武扬大将（从1862年到1867年在荷兰就学），后来的海军首领如东乡平八郎大将和山本五十六大将继承了这个传统。

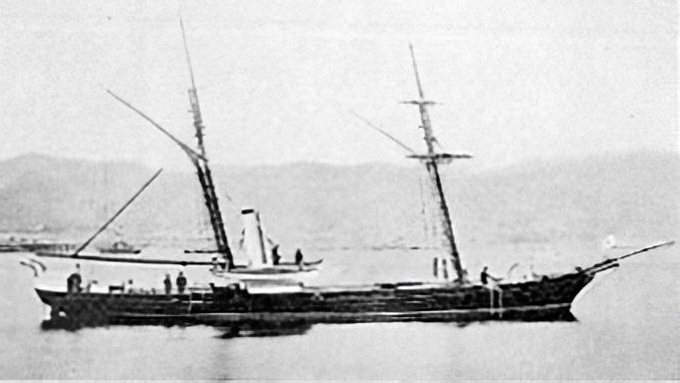
日本的第一艘本国建造的蒸汽战舰千代田形号

1863年日本建造了第一艘本国制造的蒸汽战舰千代田形号，这艘战舰的排水量为140吨。这艘战舰是后来的工业巨人石川岛播磨重工业建造的，是日本造船业的起步。
1863年萨英战争和1864年下关战争中日本的失败被看作民族侮辱。幕府加强了它的现代化进程，在这里幕府主要依靠法国和英国的帮助。1865年日本雇佣了一个法国人在橫須賀市和长崎建造了第一座海军造船厂。并从苏格兰阿伯丁的格罗弗购买了更多的战舰。
1867年德川幕府结束时日本已经拥有八艘西式蒸汽战船，旗舰是开阳丸。胜海舟投降后，榎本武揚率其中的四艘战舰离开江户湾驶往北海道，建立虾夷共和国。在1869年箱馆海战中败于明治政府军。箱馆海战也是日本首次较大的现代海战。
1869年西方第一艘现代铁甲舰，法国的荣誉号，出现不到十年后，日本就购买了它的第一艘铁甲舰甲铁号，这艘船是当年幕府定购的，由明治政府接收。

## 明治维新（1868年）
1867年维新志士坂本龙马提出“船中八策”，其中一条主张扩充海军。明治维新政府从1868年开始推行日本的工业化和军国化，殖产兴业、富国强兵，防止日本被欧美列强击败。1869年，日本建立第一支近现代化的海军，命名为“大日本帝国海军”，1872年设立海军省管理海军，由帝国总军令部的海军总军令部指挥。海军省初期由川村纯义和胜海舟领导，最高统帅是日本"天皇"。维新政府计划建立一支由200艘船组成的海军，编为十支舰队，但由于政府缺乏资金这个计划很快就被放弃了。国内的叛乱，尤其西南事变迫使政府将精力集中在陆战上。海军政策主要集中在沿海防卫上。其口号为“守势国防”和“陆主海次”。

### 英国支持

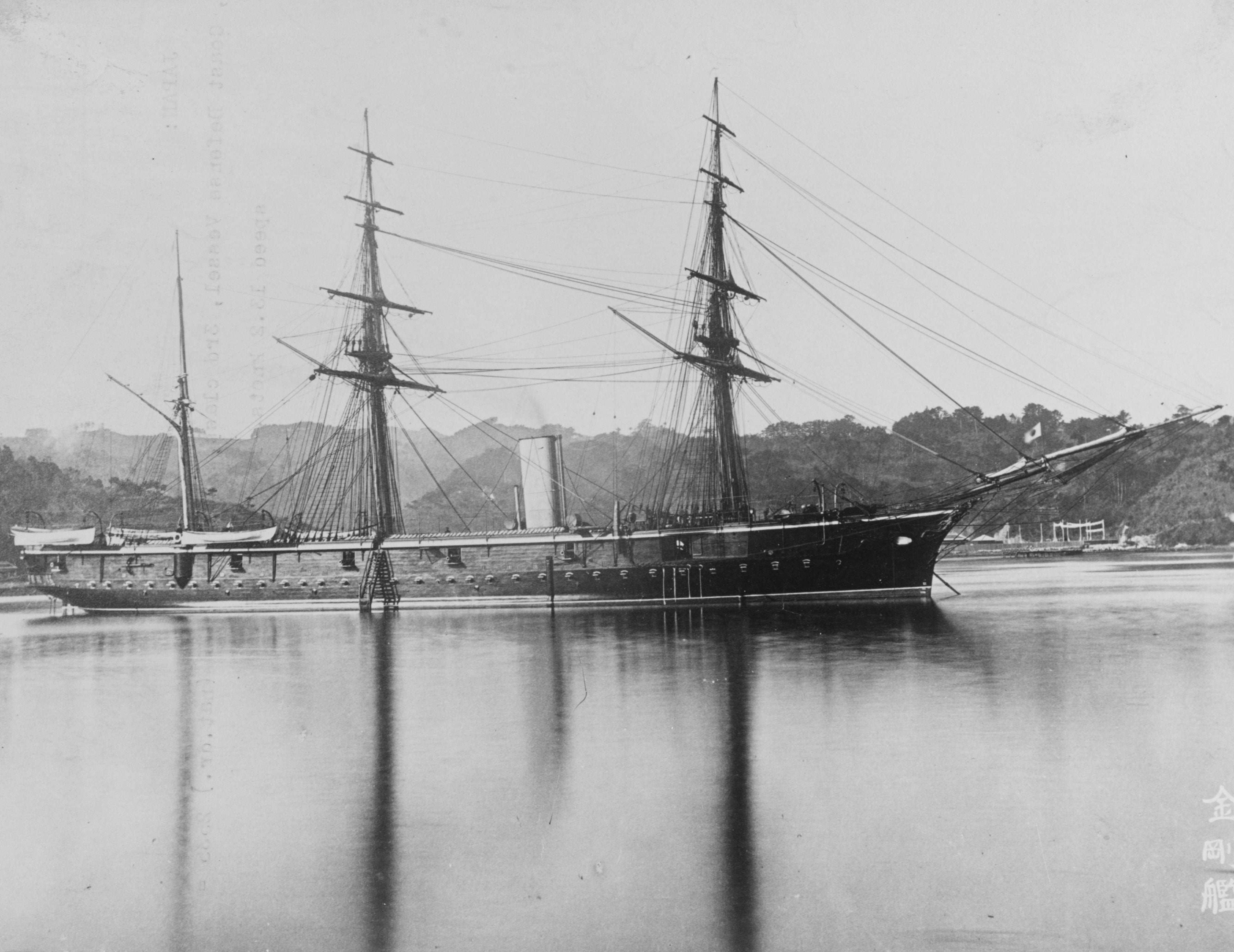
1877年从英国进口的轻型巡洋舰

在1870和1880年代中明治政府继续海军的现代化，但日本海军依然是一个沿海防御军队。1870年天皇训令中规定英国海军为日本的榜样。日本海军中的多艘战舰如扶桑号战舰都是英国造船厂建造的。1873年一支率领的英国舰队访问日本。1879年日本还雇佣了英国人来训练海军士兵。石川岛播磨重工业和川崎重工业等造船公司也是这个时候出现的。
日本还从英国购买了两艘新式的防护巡洋舰，浪速号和姊妹舰高千穗號。这两艘军舰排水量为3650吨，最高速度可达18节，装有2至3英寸的装甲和两门10.2英寸大炮。同时中国从德国进口了两艘7335吨排水量的战列舰（定远号战列舰和镇远号战列舰），两国之间开始了一场军备竞赛。

### 法国“绿水学派”的影响（1880年代）

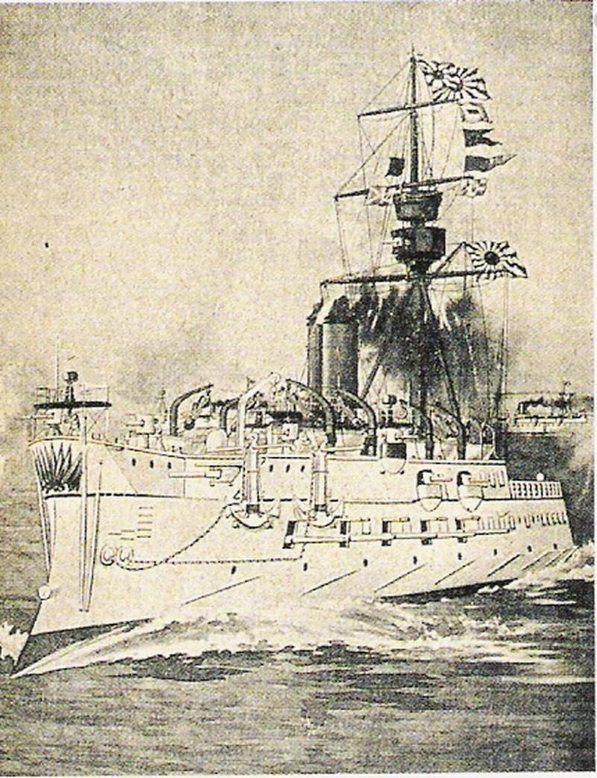
法国建造的松岛号巡洋舰，1894年黄海海战时的日本旗舰

1880年代里法国的影响日益强大，法国的“綠水學派”提倡运用廉价而小型的快速军舰，尤其是巡洋舰和鱼雷艇，来克制更为昂贵而庞大的铁甲舰。1882年明治政府发布了它的第一个扩展海军的法令，新建48艘战舰，其中22艘为鱼雷艇。1883年到1885年中法战争中法国海军的胜利似乎支持法国的鱼雷艇战术，对日本有限的资源来说这个战术也很有吸引力。1885年日本海军的新口号变成了“海国日本”。
1886年日本雇佣了法国居首的海军工程师白劳易来加强日本海军，和指导吴市和佐世保市的海军造船厂的建造。白劳易设计了新的日本巡洋舰，他在日本四年里一共监制了20多条作战舰艇。这些经验帮助日本建立了它第一支真正现代的海军舰队，并使得日本获得了建造大型军舰的技能。这些船有些是进口的，有些是在橫須賀市的造船厂制造的：
- 三艘防护巡洋舰：4700吨的松島號和嚴島號是在法国制造的，第三艘橋立號则是在橫須賀市建造。
- 两艘铁甲舰，每艘4278吨。
- 两艘三等巡洋舰：一艘2439吨是英国造的，另一艘1800吨是在橫須賀市造的。
- 一艘护卫舰，1600吨，是在橫須賀市造的。
- 一艘驱逐舰，726吨，千岛号驱逐舰，是法国造的。
- 16艘鱼雷艇，每艘54吨，法国建造，在日本组装。

在这段时间里日本也引入了鱼雷、鱼雷艇和水雷等新的技术。1884年日本购买了它的第一条鱼雷，1886年它在橫須賀市开办了“鱼雷训练所”。

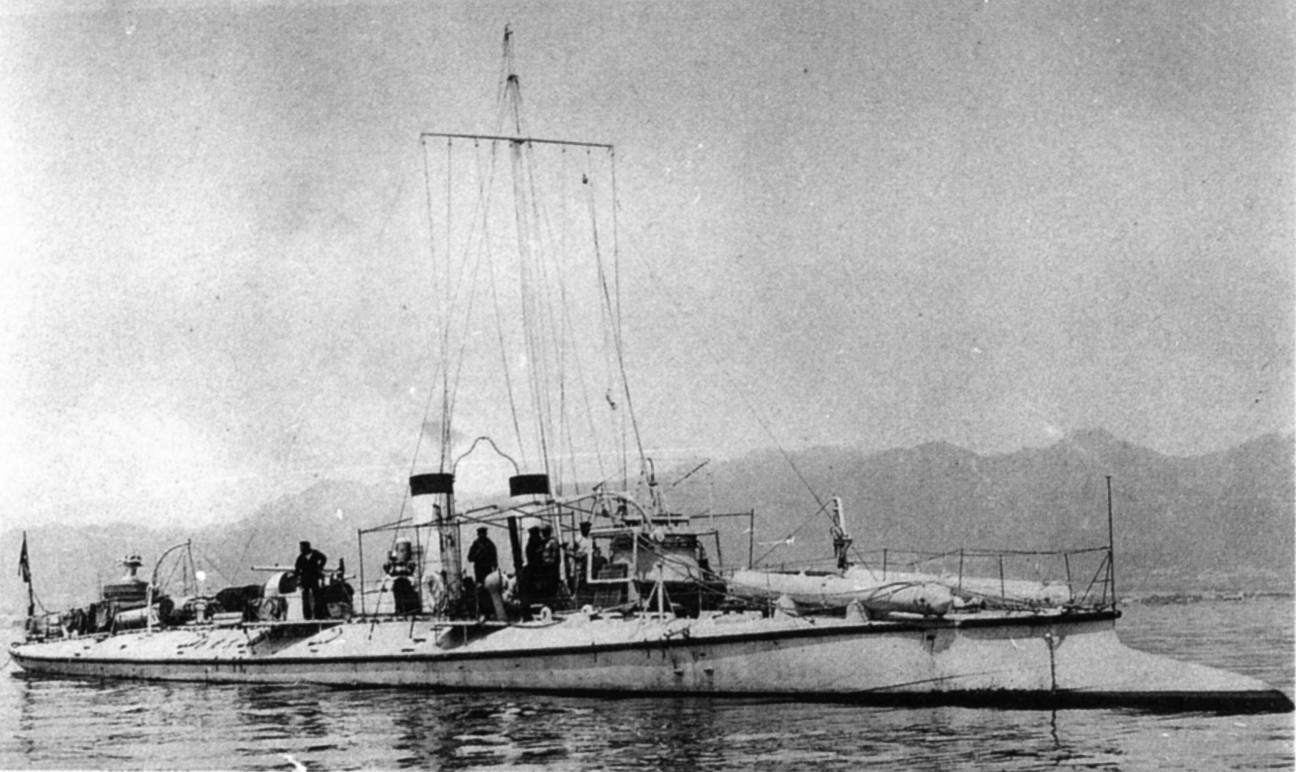
1887年建造的小鹰号鱼雷艇

这些是日本最后一批大量从法国进口的船只，此后它又转向英国，同时开始设计它自己的革命性的鱼雷艇。1887年造的小鹰号鱼雷艇被看作是第一个有效的驱逐舰设计。

## 对清战争

### 甲午战争（1894年至1895年）
日本继续推動海军现代化，同时中国在德国的支持下也在建立一支强大的现代化舰队。1894年日军进入朝鲜，并不断向朝鲜和黄海的清军挑衅。1894年8月1日甲午战争正式爆发。

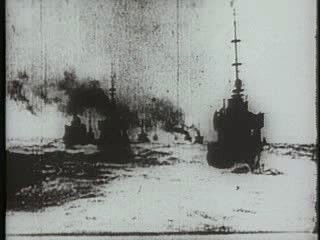
1894年甲午战争中一次海战的录像。[http://www2.open.ed.jp/real/15655/01.mp2 录像

在9月17日的黄海海战中，日本海军击败了清朝北洋水师，北洋水师丧失了十二艘军舰中的八艘。虽然日本海军获胜，但日本舰队的炮火几乎无法穿透德国造的定远号、镇远号两艘战列舰，显示了日本舰队缺乏重型战舰的弱点。（定远舰后来自沉，镇远舰负轻伤，后来被俘。）鉴于这个经验日本舰队开始组合重装甲战舰与小型的攻击性战舰，发展它的主动性战术。
1895年4月17日签署马关条约结束了这场战争，清朝向日本割让福建台湾省及遼東。日本海军在台湾登陆后从3月到10月镇压了新成立的台湾民主国的清朝残余势力，並藉優勢武力最終控制全台。台湾及澎湖到1945年再轉交中華民国。后来在法国、德国和俄国的干涉下日本归还了辽东半岛，但此后不久俄国占领了辽东半岛的旅顺和大连作为租借地。

### 八国联军侵华（1900）
1900年日本海军参加了西方列强镇压义和团运动的八国联军。
在所有参加的国家中日本派遣了最多的舰只（50艘中的18艘）和陆军以及海军士兵（54000人中的20840人）。

## 日俄战争（1904年至1905年）
甲午战争之后日本在俄国等国的威胁下被迫退出辽东半岛被日本视作屈辱，此后日本加强其军事力量为将来的对俄作战做准备。以卧薪尝胆为口号日本开始了一个为期十年的海军扩充计划，在这段时间里日本海军增加了109艘战舰，总排水量20万吨，海军人员从15100人扩充到40800人。这支新舰队包括：
- 六艘战列舰（全部英造）
- 八艘装甲巡洋舰（4艘英造，两艘意大利造，一艘德造，一艘法造）
- 八艘巡洋舰（五艘日造，其它英造和美造）
- 24艘驱逐舰（16艘英造，其它八艘日造）
- 63艘鱼雷艇（26艘德造，10艘英造，17艘法造，10艘日造）

其中英国威格斯制造的三笠号战列舰是当时最先进的船。这艘船1898年底动工，1902年交付日本。
1904年日俄战争爆发。在对马海峡海战中，东乡平八郎指挥的以三笠号为旗舰的日本混合舰队赢得了“历史上胜负最分明的海战”。俄国波罗的海舰队几乎全军覆没，38艘俄舰中21艘被沉，七艘被俘，六艘丧失战斗力，4545人丧身，6106人被俘，而日军只损失了三艘鱼雷艇和116人。

## 本国化的海军

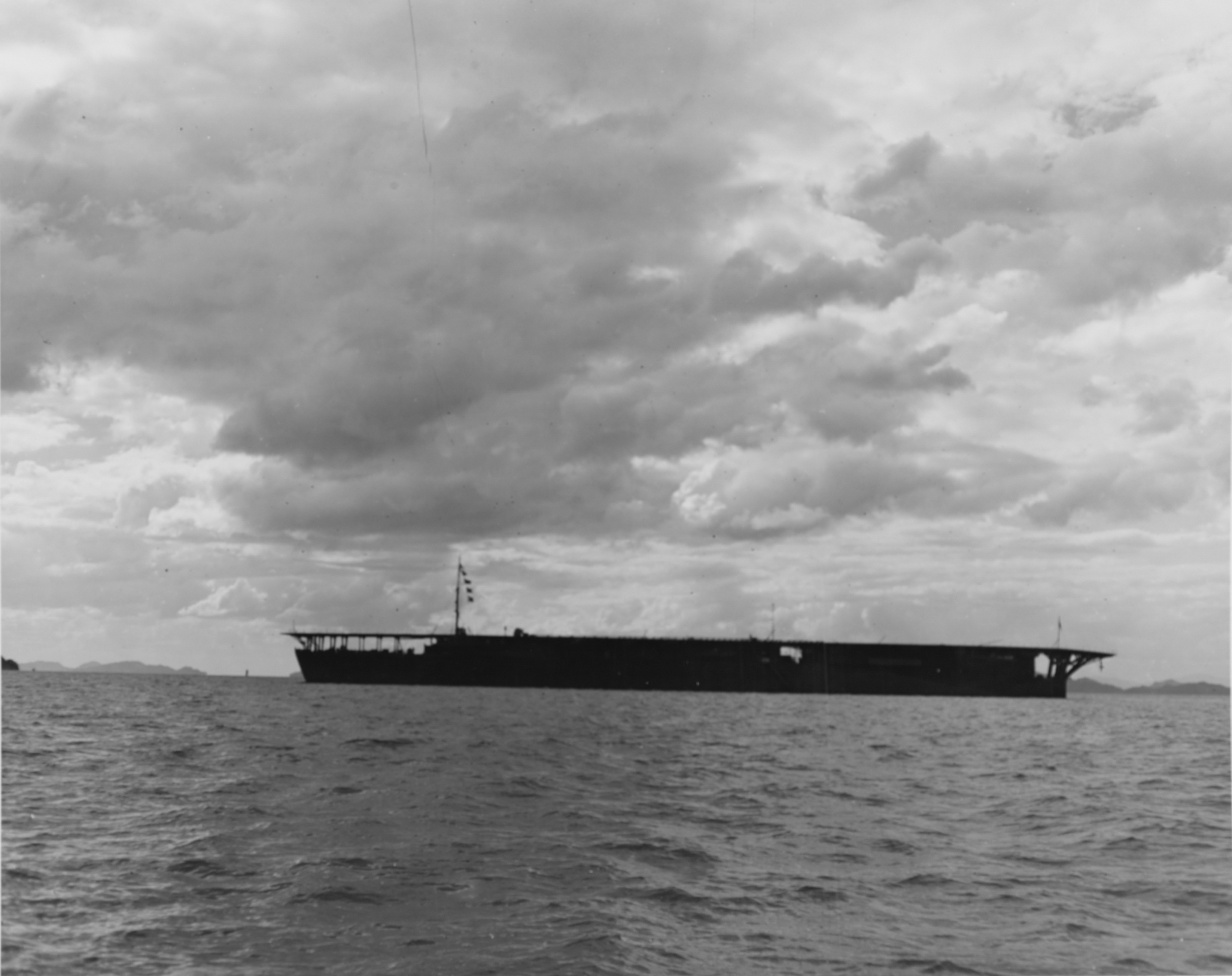
世界上第一艘下水的航空母舰，1922年启用的凤翔号航空母舰

此后日本致力于建立本国的海军工业。日本最后一次从外国买大船是1913年从英国买的金刚号战列巡洋舰。华盛顿条约签订后，日本拥有仅次于美、英的世界第三大的海军。在许多方面日本海军领先：
- 日本海军是最早使用无线电通信的。
- 1906年下水的萨摩号战列舰是当时排水量最大的战列舰，是世界上第一艘全大型火炮战舰，比英国的无畏号战列舰早一年。
- 从1905年到1910年日本开始制造本国的战列舰。萨摩号80%的部件还是从英国进口的。1910年下水的战列舰只有20%的部件是进口的。
- 1921年启造的凤翔号航空母舰是世界上第一艘下水的航空母舰。
- 在武装上日本海军是第一个使用14英寸大炮（金刚号）、16英寸大炮（长门号）的海军，它是世界上唯一使用过18.1英寸大炮（大和号）的海军。

## 第二次世界大战
第二次世界大战前日本海军就已经开始将美国看作其敌人。此前日本的一系列扩张，尤其是1937年爆发的抗日战争使得日本与美国之间越来越敌对。

### 战略概述
日本和英国一样完全依靠外国资源来维持本国的经济，因此日本海军的任务是它必须保障原材料（尤其是东南亚的石油和原材料）海上供给线。这些原材料在战前都由外国控制（英国、法国、美国和荷兰）。为了达到这个任务，日本海军必须建造大的，可以远航的战舰。

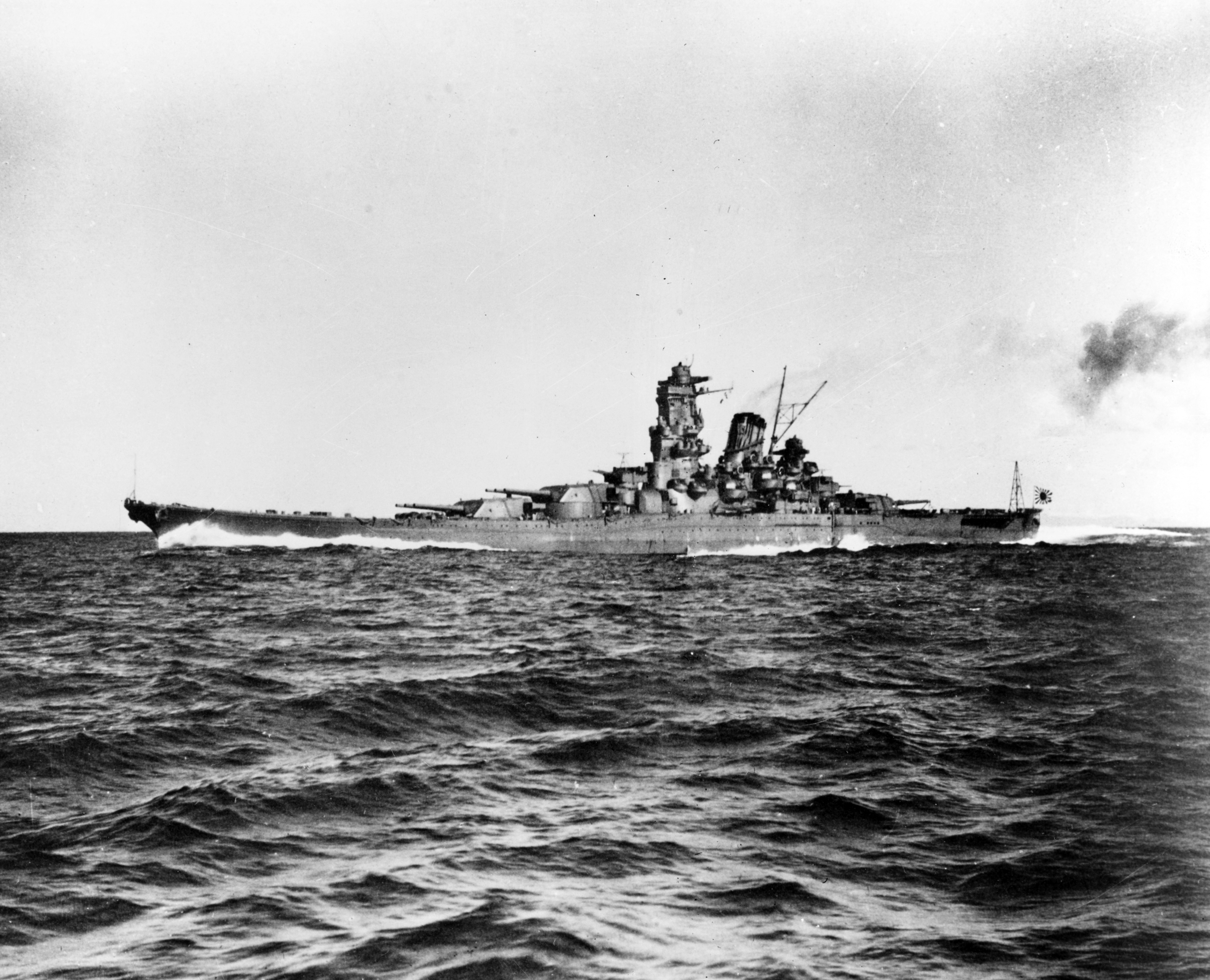
历史上最大的战列舰，1941年下水的大和号

为了保障日本扩张主义政策的实行，日本海军必须与世界上最大的海军作战（1922年的华盛顿海军条约规定英国、美国和日本的海军排水量比例为5/5/3）。此外日本的工业基础有限（尤其与美国相比）。因此日本的战术在于依靠先进的技术（少数快的和强大的船）和进攻性的策略（使用大胆的和快速的攻击制服敌人，这也是日本在过去的冲突中有效的战术）。为了与数量上占优势的美国海军作战日本花费了大量资源来建立一支质量上领先的海军。在这里日本忽视了加强它的防御组织：它没有很好的对付敌人潜艇攻击它的很长的运输线的策略和舰只。日本尤其忽略了反潜舰只和护航航空母舰。
战前在日本有两个学派互相争斗，一派认为海军应该集中于强大的战列舰，另一派认为海军应该集中于航空母舰。最后两派都未能胜过对方，结果是两种船都被视为重点，而最后两种船在力量上都未能超过对方。日本船只的一个弱点在于日本趋于在它的船上放进过多的武器和过分强大的引擎，这使得它的船在稳定性、防御性和结构强度方面比较差。
虽然日本海军在太平洋战争初期获得了很大的胜利，但最后美国舰队还是在技术上、海军和空军力量上、在巨大的工业产业上占据了优势。日本没有能够使得它的通讯保密也是它失败的原因之一。
战争后期，日本海军求助于神風特攻隊的自杀性菊水特攻来做最后的垂死挣扎。

### 战列舰
二次世界大戰爆發前，主要海軍國家都面臨發展上的轉型與衝擊，這個衝擊的來源主要是傳統戰列艦與海軍航空兵力兩者之間爭奪領導地位的爭議。日本很早就體認到海軍航空兵力對未來海戰的影響以及潛力，日本也是第一個將單翼機使用在航空母艦上的國家。再積極發展航空兵力的同時，日本仍未放棄承襲自第一次世界大戰的海戰經驗，繼續興建各種戰列艦，其中包括全世界有史以來噸位和火跑口徑都是最大的戰列艦：1941年下水的大和级战列舰。

### 航空母舰
日本也尤其重视航空母舰。太平洋战争开始时日本海军有十艘航空母舰，这是当时世界上最大及最先进的航空母舰舰队。但迫于伦敦和华盛顿条约的要求这些母舰大多数都比较小。当时美国有六艘航空母舰，但只有三艘在太平洋，英国有三艘航空母舰，只有一艘在印度洋。在美国的艾塞克斯級航空母艦出现以前日本的翔鹤号航空母舰和瑞鹤号航空母舰是世界上最大和最强的航空母舰。
但是中途岛海战中日本损失了四艘航母，为了补充其不足日本开始将商船和军舰改装为护航航母，比如信浓号航空母舰成为第二次世界大战中噸位最大的航空母舰。日本海军还计划在战时建造一系列航母，但这些计划到战争结束时大多未完成。

### 海军航空兵

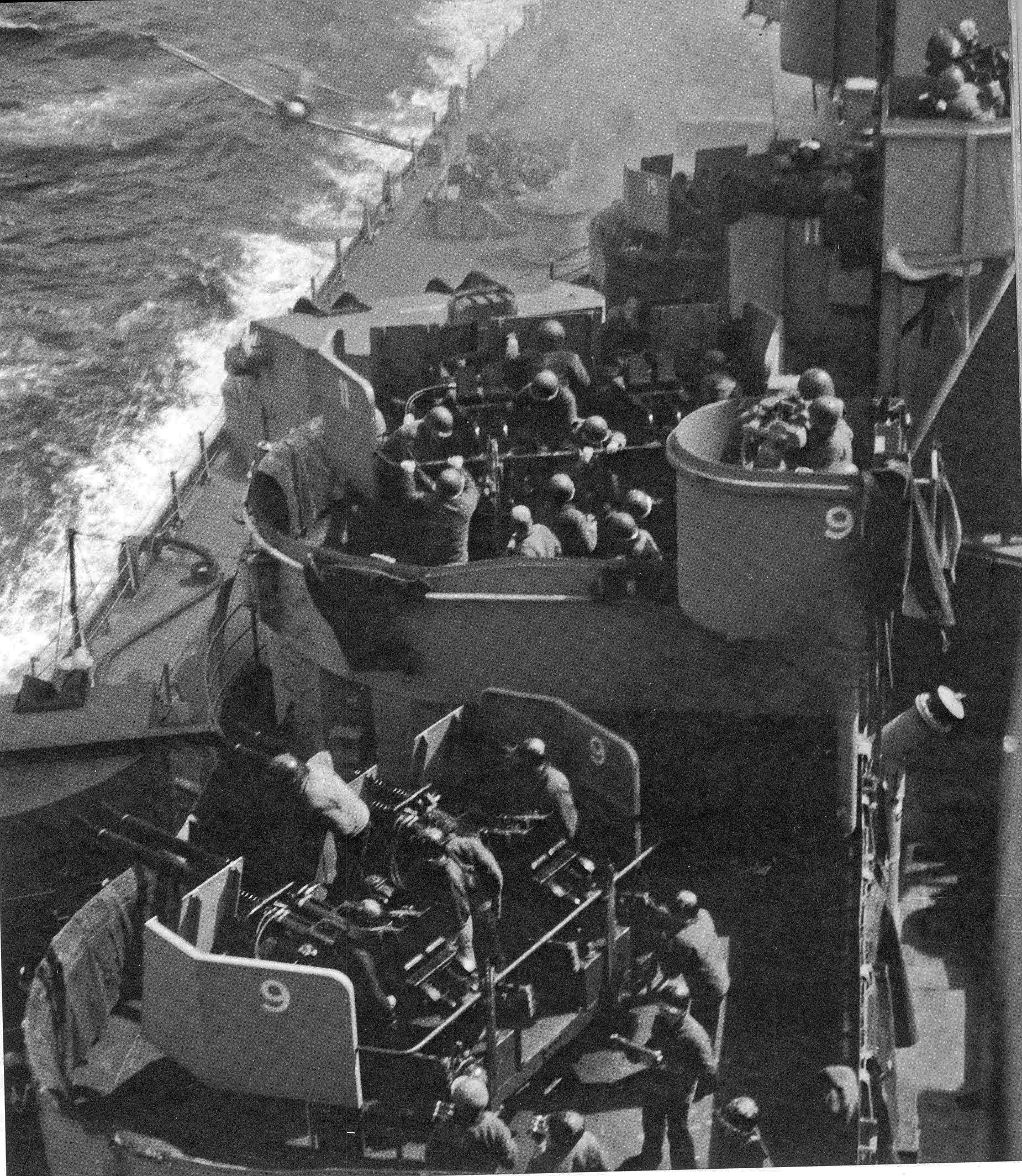
一架零式战机自杀性撞密苏里号战列舰

日本海軍與陸軍在戰略上的劃分是將太平洋地區劃歸為海軍的作戰範圍，因此日本海軍面臨幾項挑戰：
1. 以日本的資源和工業能力，不可能有大量的航空母艦與飛機部署在所有重要的島嶼上面。
2. 太平洋上有許多島嶼之間的距離相當的長，海軍所使用的飛機必須考慮到這個因素。

因此日本帝國海軍在規劃航空兵力發展上分成兩個方向。首先，海軍將會同時操作在航空母艦與陸上機場操作的飛機。這些專門部署在陸上機場的飛機不會受到航空母艦操作與空間的限制，可以放大尺寸以提升飛機的航程和載彈量。海軍將以這兩種型態的飛機做為相互支援的戰力。其次，即使有航空母艦的支援，海軍所操作的飛機比較強調航程的重要性，提高相互支援以及任務上的彈性。
帝國海軍在開戰前對海軍航空兵採取精兵政策，以高標準和嚴格的訓練補償人數的不足，海軍航空兵飛行員的淘汰率一度超過三成。這種精兵政策在開戰初期獲得良好的效果，再加上於中國戰區的經驗，日本海軍飛行員給予其他在太平洋地區交戰的國家飛行員很大的壓力。但是到了戰爭中期開始，飛行員補充的問題逐漸浮上檯面，並且在與美國陸軍航空軍和海軍的消耗戰中快速的惡化，導致後期飛行員的訓練品質大幅下降。等到美國切斷日本主要的海上運輸路線以及開始對日本進行戰略轟炸之後，訓練的環境更加惡化，最後導致海軍航空兵力的崩潰。
二战开始时日本拥有当时性能最优良的海军战斗机零式战机。相对于他们的对手来说日本飞行员训练非常好，而且已经在抗日战争中得到了实战经验。日本的一式陸上攻擊機也是非常良好的海军轰炸机。这些轰炸机是第一批击沉对方战列舰（威尔士亲王号战列舰和反击号战列巡洋舰）的海军轰炸机。
但很快盟军就发现了日本海军飞机的弱点。虽然大多数日本飞机的飞程很远，但它们的防御武器很弱，装甲很差。结果火力强的、装甲厚的、数量多的美国飞机很快就找到了克服日本飞机优点的技术。此外日本未能在战时发展新的、更有竞争力的引擎，这使得它不得不继续生产其弱点已知的飞机。莱特湾海战后日本海军越来越多地使用飞机做自杀性攻击。

### 潜艇
第二次世界大战中日本的潜艇舰队是最多种的。其中包括回天级载人鱼雷、小型潜艇（甲标级潜艇、海龙级潜艇）、中程潜艇、补给潜艇（主要由陆军使用）、远程潜艇（许多可以转载飞机）、当时潜水速度最高的潜艇（伊二零一型潜艇）和可以装载多架轰炸机的潜艇（伊四零零型潜艇，二战时最大的潜艇）。这些潜艇还装备有当时最先进的鱼雷（九三式無氣泡氧氣動力鱼雷）。从伊25号潜艇上起飞的一架由藤田信雄驾驶的轰炸机完成了历史上唯一一次对美国本土进行的轰炸攻击：1942年9月9日他试图在俄勒冈州布鲁金斯市外引起一场森林大火。其它的一些潜艇（伊30号潜艇、伊8号潜艇、伊34号潜艇、伊29号潜艇、伊52号潜艇）远渡大西洋一直开到德占欧洲。有一次还起飞了一架飞机在法国散发传单。
总的来说，日本潜艇虽然技术先進，但運用上不是很成功。它们往往被用来進行艦隊決戰，主动攻击速度高、灵活、防御得好的战舰，而不像美國和德國用來進行阻截敵方在海上輜重運輸物流的破交作戰。1942年日本潜艇击沉了两艘航空母舰、一艘巡洋舰、一些驱逐舰和其它军舰，损伤了一些其它舰船。但它们此后无法保持这个胜利。盟军舰队的组织越来越好。到战争末期日本主要使用潜艇来向岛屿军营运输军队。战时日本一共击沉了一百万吨商船（184艘），相对而言英国击沉了150万吨（493艘）、美国击沉了465万吨（1079艘），而德国则击沉了1430万吨（2840艘）。
一开始型号在水下操纵不灵活，而且潜水不深，也没有雷达。后来日本虽然在潜艇上装了雷达，但它们不很好，美国舰艇可以追踪日本的雷达信号来找到日本潜艇。比如美国蝙蝠魚号潜艇（由於蝙蝠魚與黄貂鱼相似，中文有時誤譯為黄貂鱼号潜艇）得以用这个方法在四天内击沉三艘日本潜艇。战后美国将一些日本潜艇送到夏威夷进行研究，但1946年苏联要求同样研究这些潜艇时美国人将它们销毁了。

### 燃料
其它海军使用的是提炼过的燃料油，但日本在战时则直接使用从荷兰和法国的东印度殖民地获得的高质量的原油。这些原油虽然是非常好的动力油，但其中的易挥发成分没有被提炼掉，它们在战舰的油箱里形成非常易燃的蒸汽。作战时假如敌人的炮弹穿透油箱或输油管的话就会造成油箱爆炸。
太平洋战争爆发前海军和日本政府从德国获得了在满洲国抚顺建造一个提炼油页岩的工厂的许可。这个工厂每年可以产20万吨油。海军还打算在那里生产少量柴油和汽油，这个油厂的原料来自于热河的少许油页岩。战时的原料来自被占领的荷屬東印度、法属印度支那和缅甸。

## 戰後發展
日本海軍省在日本战败后解体，成為“第二復員省”，協助滯留海外的军舰和海軍人员返回日本本土。1947年（昭和22年），所有军队在新颁布的日本国宪法下解散，宪法内第九条明定日本放棄戰爭權，不保有軍隊名義的武裝部隊。今天的日本海上武装部隊是日本海上自卫队。